# Andrew Preston (Geschäftsmann)

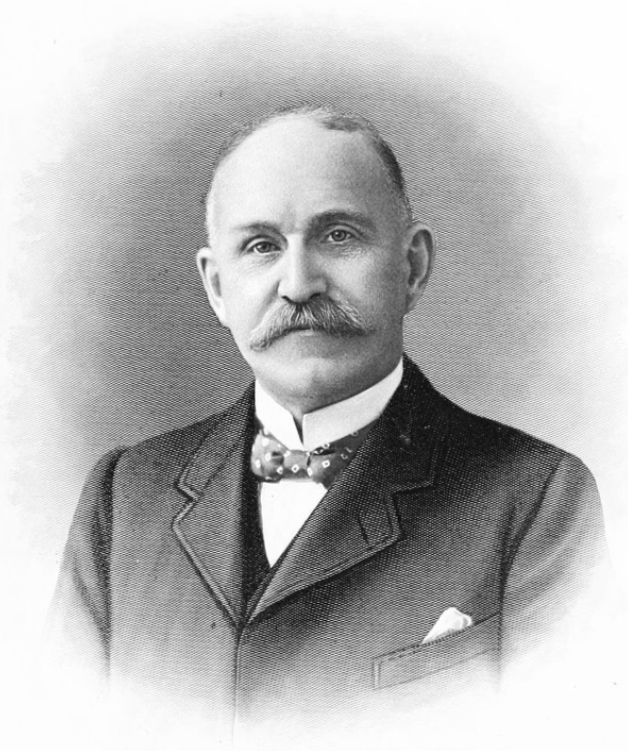
Andrew Preston

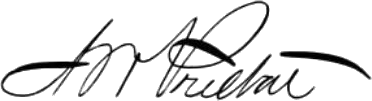

Andrew Woodbury Preston (* 29. Juni 1846 in Beverly Farms, Massachusetts; † 26. September 1924 in Swampscott, Massachusetts) war ein amerikanischer Geschäftsmann zur Wende des 20. Jahrhunderts.

## Leben
Andrew Preston heiratete Frances E. Gutterson am 5. August 1869 und sie hatten eine Tochter.
Im Jahr 1884 gründete Preston zusammen mit neun anderen die Boston Fruit Company, die den Beginn des modernen Bananengeschäfts markierte. Später, im Jahr 1899, vereinten Preston und Minor Cooper Keith ihre Geschäfte, um die United Fruit Company zu gründen. Preston war der Präsident und Keith wurde Vizepräsident.
Er starb am 26. September 1924 in seinem Sommerhaus in Swampscott, Massachusetts. Zum Zeitpunkt seines Todes war er immer noch als Präsident der United Fruit Company, der Revere Sugar Refining Company, der  Central American Railroad Companies, der Tropical Radio Company, der Banana Specialty Company tätig und war ein Beamter mehrerer anderer Organisationen.